# (6789) Milkey
(6789) Milkey – planetoida z pasa głównego asteroid okrążająca Słońce w ciągu 3 lat i 208 dni w średniej odległości 2,33 j.a. Została odkryta 4 września 1991 roku w Palomar Observatory przez Eleanor Helin. Nazwa planetoidy została nadana na cześć Roberta Milkeya, dyrektora naczelnego Amerykańskiego Towarzystwa Astronomicznego w latach 1995–2006.